# Ligne Jōhoku
La ligne Jōhoku (城北線, Jōhoku-sen) est une ligne ferroviaire de la préfecture d’Aichi au Japon. Elle relie la gare de Kachigawa à Kasugai à la gare de Biwajima à Kiyosu. Bien qu’appartenant à la JR Central, la ligne est exploitée par la Tokai Transport Service Company (TKJ).

## Histoire
Le projet d’une ligne reliant la ligne principale Chūō à la ligne principale Tōkaidō entre Kachigawa et Biwajima date des années 1960. La construction commença en 1976, mais les travaux furent interrompus à cause des difficultés financières de la Japanese National Railways. La première partie de la ligne Jōhoku ouvrit finalement le 1er décembre 1991 entre Kachigawa et Owari-Hoshinomiya, puis fut prolongée à Biwajima le 18 mars 1993.

## Caractéristiques

### Ligne
- longueur : 11,2 km
- écartement des voies : 1 067 mm
- nombre de voies : double voie
- vitesse maximale : 95 km/h

### Services
Tous les trains sont omnibus. Il y a un train par heure en heures creuses et de 2 à 3 trains par heure aux heures de pointe.

### Liste des gares
La ligne Jōhoku comporte 6 gares.
| Gare              | Nom japonais | Distance depuis Kachigawa (km) | Correspondances                                                           | Localisation     |
| ----------------- | ------------ | ------------------------------ | ------------------------------------------------------------------------- | ---------------- |
| Kachigawa         | 勝川         | 0                              | JR Central : Chūō                                                         | Kasugai          |
| Ajiyoshi          | 味美         | 1,8                            |                                                                           | Kasugai          |
| Hira              | 比良         | 4,5                            |                                                                           | Nishi-ku, Nagoya |
| Otai              | 小田井       | 6,7                            | Métro de Nagoya : Tsurumai (à Kami-Otai) Meitetsu : Inuyama (à Kami-Otai) | Nishi-ku, Nagoya |
| Owari-Hoshinomiya | 尾張星の宮   | 9,3                            |                                                                           | Kiyosu           |
| Biwajima          | 枇杷島       | 11,2                           | JR Central : Tōkaidō                                                      | Kiyosu           |

## Matériel roulant

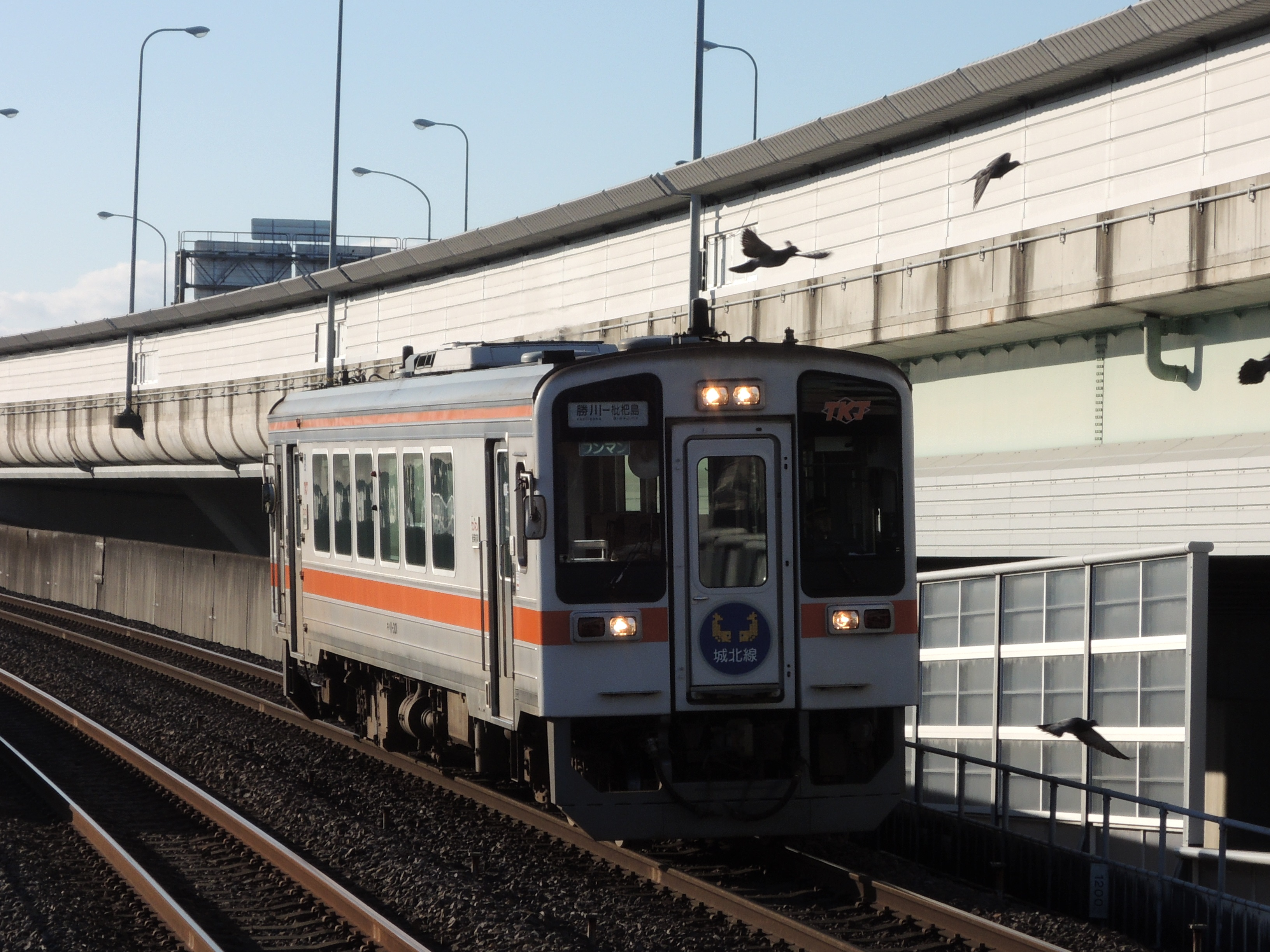
KiHa 11-301

La ligne est parcourue par des autorails KiHa 11-300.